# Léon Flament
Léon Flament, belgijski veslač, * 26. maj 1906.
Flament je za Belgijo nastopil na Poletnih olimpijskih igrah 1928 v Amsterdamu, kjer je kot član dvojca s krmarjem osvojil bronasto medaljo.